# Villarreal Club de Fútbol "C"
El Villarreal Club de Fútbol "C" es un club de fútbol de la ciudad española de Villarreal (provincia de Castellón). Fundado en el año 2002, es el segundo filial del Villarreal Club de Fútbol. Normalmente, juega sus partidos en la Ciudad Deportiva del Villarreal C. F.. Actualmente juega en el Grupo 6 de la Tercera División RFEF.

## Historia

### Inicios
Después de su fundación en 2002, el filial consigue alcanzar la Regional Preferente, disputándola por primera vez en la temporada 2004/05 hasta la temporada 2006/07, donde gracias a una serie de circunstancias, el equipo consigue el ascenso a la Tercera División.
En la temporada 2006/07, el equipo concluyó la liga de Regional Preferente en primera posición, clasificándose para los play-off de ascenso a la Tercera División. Pero el equipo no pudo pasar la primera eliminatoria, en la cual perdieron el partido de vuelta en su campo por 1-2, después de empatar a cero en el Municipal del Torrellano Club de Fútbol en la ida.

### Ascenso a Tercera División
En la temporada 2006/07 hechos inesperados hicieron que el Villarreal "C" ascendiera de categoría. El hecho de que descendieran de Segunda B sólo dos equipos de la Comunidad Valenciana tras ascender a esta categoría tres de los cuatro equipos que se clasificaron para los play-off en la Tercera División, dejaba una plaza libre que tendría que cubrirse con un equipo de la categoría inferior, la Regional Preferente. Aparte de los tres descensos y ascensos entre la Tercera División y la Regional Preferente como está estipulado, y además de esa plaza libre mencionada anteriormente, surgieron otras dos nuevas plazas debido a la renuncia de competir en Tercera División, por parte de la Unión Deportiva Horadada y el Club de Fútbol Dolores, por diversas razones económicas. Esto significaba la incorporación de seis equipos a la Tercera División desde la Regional Preferente, tres de ellos designados por la Federación Valenciana de Fútbol. 
El ascenso de estos equipos fueron escalonados, ya que primero fue el de la Unión Deportiva Juventud Barrio del Cristo, en Tercera División gracias a la plaza libre dejada por los clubes que ascendieron a Segunda División B. Posteriormente, durante el verano, la renuncia de la Unión Deportiva Horadada, y poco después el Club de Fútbol Dolores, propició la ocupación de sus plazas por el Villarreal "C" y el Club Deportivo La Nucía, respectivamente.
El ascenso del segundo filial no podría haber sido posible sin la clasificación para los play-off y el posterior ascenso a Segunda División B conseguidos por el Villarreal "B". Tras dos años en la Regional Preferente, el segundo filial consiguió llegar a la cuarta categoría del fútbol español.

### Tercera División
En la temporada 2007/08, primera del equipo en Tercera División, del mister colombiano Carlos Andrés Palacio, con un juego novedoso y atractivo en sistema táctico. El equipo terminó octavo en la clasificación donde sus fortalezas tácticas y manejo del equipo por parte de su mister logró generar un excelente trabajo de equipo.
La segunda temporada en Tercera, el equipo terminó en la novena posición, en una temporada bastante parecida a la anterior.
En la temporada 2009/10, en su última temporada el mister colombiano Carlos Andrés Palacio deja una excelente huella en las divisiones menores del submarino amarillo, el equipo empezó en la zona baja de la clasificación. Tras escalar posiciones llegó la última jornada donde el "C" jugaba en casa y debía ganar para asegurarse un puesto entre los cuatro primeros y asegurarse jugar las eliminatorias de ascenso a la Segunda División B de España. El Villarreal "C" se impuso al Alicante "B" por 2-0 en la última jornada de Liga del grupo VI de Tercera División, finalizando en cuarta posición y logrando clasificarse para las eliminatorias de ascenso a Segunda División B. En la primera eliminatoria por el ascenso, el Villarreal fue emparejado con el Jerez Club de Fútbol, que había quedado en segunda posición en el grupo XIV de la Tercera División, el grupo extremeño. Tras empatar a uno en el primer partido de la eliminatoria disputado en la Ciudad Deportiva del Villarreal e igualar a cero en la vuelta disputada en Jerez de los Caballeros, el filial amarillo fue eliminado y perdió todas las opciones de ascender a Segunda B esa campaña.

## Uniforme
- Uniforme titular: Camiseta, pantalón y medias amarillas.
- Uniforme alternativo: Camiseta, pantalón y medias azul oscuro.

### Evolución del uniforme
| 1923−1946 | 1946-1966 | 1966-2005 | 2005-actualidad |

## Datos del club
- Temporadas en 2ªB: 1
- Temporadas en 3.ª: 11 (actualidad)
- Temporadas en Divisiones regionales: 5
- Mejor puesto en la liga: 3º (Tercera División de España - Temporada 2009-10)

## Entrenadores

### Cronología de los entrenadores
- Ximo Badenes - (2002/06)
- Ángel Sáiz Salvador -(2006/07)
- Andrés Palacio López - (febrero-diciembre 2007/ 09)
- José Francisco Molina - (2009/2011)
- Julio Velázquez - agosto-diciembre (2011)
- Lluís Planagumà - diciembre-julio (2012)
- Fran Alcoy - (2012)
- Tito García Sanjuán - (2013)
- Eder Sarabia -(2013)
- Paco López -(2013/2014)
- Javier Torres Gómez - (2014/2015)
- Carlos Pérez Salvachúa - (2015/2017)
- Pere Martí - (2017/2021)
- Igor Tasevski - (2021)
- Pere Martí - (2021/2022)
- Jandro - (2022-2023)
- David Albelda - (2023-act)

## Palmarés
- Campeón Regional Preferente (2): 2005-06, 2006-2007.
- Campeón Primera Regional (1): 2003-04.
- Campeón Segunda Regional (1): 2002-03.

## Trayectoria

### Últimas temporadas
| Temporada | Categoría             | puesto  | Logros             |
| --------- | --------------------- | ------- | ------------------ |
| 2002-03   | D. Regionales (2ªR)   | 1º      | Asciende           |
| 2003-04   | D. Regionales (1ªR)   | 1º      | Asciende           |
| 2004-05   | D. Regionales (R)     | 2º      | Juega la promoción |
| 2005-06   | D. Regionales (R)     | 1º      | Juega la promoción |
| 2006-07   | D. Regionales (R)     | 1º      | Asciende           |
| 2007-08   | Tercera División      | 8º      |                    |
| 2008-09   | Tercera División      | 9º      |                    |
| 2009-10   | Tercera División      | 3º      | Juega la promoción |
| 2010-11   | Tercera División      | 6º      |                    |
| 2011-12   | Tercera División      | 10º     |                    |
| 2012-13   | Tercera División      | 7º      |                    |
| 2013-14   | Tercera División      | 14º     |                    |
| 2014-15   | Tercera División      | 4º      |                    |
| 2015-16   | Tercera División      | 5º      |                    |
| 2016-17   | Tercera División      | 7º      |                    |
| 2017-18   | Tercera División      | 8º      |                    |
| 2018-19   | Tercera División      | 10º     |                    |
| 2019-20   | Tercera División      | 4º      |                    |
| 2020-21   | Tercera División      | 4º / 1º | Juega la promoción |
| 2021-22   | Tercera División RFEF | 9º      |                    |
| 2022-23   | Tercera Federación    | 8º      |                    |